# Myrne (rejon odeski)
Myrne – wieś na Ukrainie, w obwodzie odeskim, w rejonie odeskim. W 2001 roku liczyła 2433 mieszkańców.